# Ли Ганнан Агата
Ли Ганнан Агата или Агата Ли (кор. 이간난 아가다, 1813 г., Сеул, Корея — 20 сентября 1846 года, Сеул, Корея) — святая Римско-Католической Церкви, мученица.

## Биография
Родилась в 1813 году в некатолической семье. В 18 лет вышла замуж и через два года овдовела. Среди её родственников были католики, под влиянием которых она приняла крещение вместе с матерью и младшим братом. Это не понравилось её отцу, который выгнал её из дома к родственникам умершего супруга. 10 июля 1846 года была арестована во время гонений христиан вместе с Терезой Ким, Сусанной У и Екатериной Чон, когда они находилась в укрытии в доме Карла Хёна. Погибла от пыток 20 сентября 1846 года.
Была беатифицирована 5 июля 1925 года Римским Папой Пием XI и канонизирована 6 мая 1984 года Римским Папой Иоанном Павлом II вместе с группой 103 корейских мучеников.
День памяти в Католической Церкви — 20 сентября.

## Источник
- Catholic Bishops’ Conference of Korea Newsletter No. 72 (Fall 2010  (англ.)